# International Standard Serial Number
 For alternative betydninger, se ISSN (flertydig). (Se også artikler, som begynder med ISSN)
International Standard Serial Number, eller bare ISSN, er et internationalt identifikationsnummer for periodika, der blev indført i 1971 som en parallel til ISBN.
ISSN-systemet blev vedtaget som international standard ISO 3297 i 1975.
ISSN består af otte cifre, hvoraf det sidste udgør et kontrolciffer. ISSN skal altid skrives i to grupper, som hver består af 4 cifre med bindestreg imellem og med bogstaverne "ISSN" foran talgrupperne således:
ISSN 1234-5679
I Danmark tildeles ISSN af Det Kongelige Bibliotek. Registreringen af periodika foretages på grundlag af det materiale, der indgår ved pligtaflevering fra bogtrykkere eller forlag, eller som udgivere og brugere frivilligt indsender med anmodning om registrering.
Stregkode med ISSN / EAN: Den internationale organisation ISSN Network, som administrerer ISSN-tildelingen, har aftaler med den internationale varekodeorganisation EAN (European Article Numbering) om en vederlagsfri konvertering af ISSN til EAN.

## Ekstern henvisning
- ISSN Danmark, Det Kongelige Bibliotek
- ISSN International Centre, Paris
- Pligtaflevering